# MBSニュース最終便
『MBSニュース最終便』（エムビーエス ニュースさいしゅうびん）は、2005年4月から2008年3月28日までMBSラジオ（毎日放送）で放送していた、その日の『MBSニュース』のまとめ番組である。番組はその日のニュース、スポーツの結果、天気情報を伝えていた。
元々は『MBSナイトアングル』という番組で、2003年4月から2005年3月まで21:00 - 21:30（プロ野球シーズン中には原則、変動あり）に放送していたが、『MBSニュースワイドアングル』の終了とワイド番組『ナニワ音楽ショウ』（金曜日は『UKビートフライヤー1179』）との枠交換によって2005年4月にタイトルを変更した。23:45 - 24:00まで放送の15分番組となり、同時にストレートニュース番組に変更した。さらに2005年10月には『ゴーゴーモンキーズ』の枠拡大によって放送時間が15分前倒しの23:30 - 23:45になり、2006年4月には『ナニワ音楽ショウ』の枠拡大によって23:55 - 翌0:00に放送の5分番組となった。なお、2007年1月8日から2月9日までは、高石ラジオ送信所の改修工事にともなう深夜放送休止（平日は0:25 - 4:30）のため、23:20 - 23:25に繰り上げて放送していた。
番組の終了後、『MBSナイトアングル』以来3年ぶりとなる夜の報道ワイド番組『MBSニュースレーダー』（月曜 - 金曜 21:00 - 22:00）がスタートした。

## 担当者
- 野村朋未（フリーアナウンサー） - 月曜から木曜を担当。2006年3月までは金曜も担当していた。
- 松本麻衣子（MBSアナウンサー） - 金曜担当。2006年4月から2007年9月21日まで出演。降板後も吉竹の代理で出演。
- 吉竹史（当時MBSアナウンサー） - 金曜担当。2007年9月28日から出演。本番組の後、翌0:20および6:30からMBSテレビで放送する『MBSニュース』（『JNNニュース』内）にも出演していた。
- 関岡香（MBSアナウンサー） - 吉竹の代理で出演。
- 八木早希（当時MBSアナウンサー） - 吉竹の代理で出演。

| MBSラジオ 月曜 - 金曜 23:45 - 翌0:00枠（2005年4月 - 2005年9月）     | MBSラジオ 月曜 - 金曜 23:45 - 翌0:00枠（2005年4月 - 2005年9月） | MBSラジオ 月曜 - 金曜 23:45 - 翌0:00枠（2005年4月 - 2005年9月）     |
| 前番組                                                              | 番組名                                                          | 次番組                                                              |
| ------------------------------------------------------------------- | --------------------------------------------------------------- | ------------------------------------------------------------------- |
| ナニワ音楽ショウ （月曜 - 木曜） U.K.ビートフライヤー1179 （金曜）  | MBSニュース最終便                                               | ゴーゴーモンキーズ                                                  |
| MBSラジオ 月曜 - 金曜 23:30 - 23:45枠（2005年10月 - 2006年3月）     |                                                                 |                                                                     |
| ナニワ音楽ショウ （月曜 - 木曜） U.K.ビートフライヤー1179 （金曜）  | MBSニュース最終便                                               | ナニワ音楽ショウ （月曜 - 木曜） U.K.ビートフライヤー1179 （金曜）  |
| MBSラジオ 月曜 - 金曜 23:55 - 翌0:00枠（2006年4月 - 2008年3月28日） |                                                                 |                                                                     |
| ゴーゴーモンキーズ                                                  | MBSニュース最終便                                               | MBSサウンドキングダム-音楽王国- （月曜 - 木曜） イマドキッ （金曜） |